# Damnice
Obec Damnice (německy Damitz) se nachází v okrese Znojmo v Jihomoravském kraji. Žije zde 381 obyvatel.

## Historie
První písemná zmínka o obci pochází z roku 1353.

## Demografie
| Sčítání lidu | Obyvatelé celkově | Národní příslušnost | Národní příslušnost | Národní příslušnost |
| Rok          | Obyvatelé celkově | Němci               | Češi                | jiné                |
| ------------ | ----------------- | ------------------- | ------------------- | ------------------- |
| 1880         | 433               | 404                 | 29                  | 0                   |
| 1890         | 422               | 416                 | 6                   | 0                   |
| 1900         | 468               | 458                 | 10                  | 0                   |
| 1910         | 532               | 514                 | 18                  | 0                   |
| 1921         | 579               | 524                 | 53                  | 2                   |
| 1930         | 547               | 505                 | 41                  | 2                   |

## Osobnosti
- Cyrill Zeisel (1870–1924), zemědělec, politik, starosta Damnic

## Pamětihodnosti
- Zvonička
- Krucifix
- Socha sv. Antonína z Padovy